# مثبتات الشعر (فلم)
مثبتات الشعر  (بالإنجليزية: Hairspray) هو فيلم كوميدي تم إنتاجه في المملكة المتحدة والولايات المتحدة وصدر في سنة 2007. الفيلم من إخراج آدم شانكمان من بطولة جون ترافولتا وميشيل فايفر وكريستوفر واكن وزاك إيفرون وأليسون جاني.

## القصة
(تريسي تيرنيالد) هي مراهقة تعاني من زيادة في الوزن، ومهووسة ببرنامج (كورني كولينز شو)،تهرع بعد الدراسة إلى المنزل مع صديقتها (بيني)،لمشاهدة البرنامج،، لكن عندما يترك أحد نجوم البرنامج العرض، تشتركان في مسابقة اختيار البديل له، وتتقدم في الاشتراك بالإستعراض، وتستطيع تخفيض وزنها، وتنجح في إستكمال طريقها.

## الميزانية والإيرادات
بلغت تكلفة إنتاج الفيلم حوالي 75 مليون دولار بينما حقق أرباحا تقدر بـ 202,548,575 دولار.

## وصلات خارجية
- مقالات تستعمل روابط فنية بلا صلة مع ويكي بيانات